# Cinque Terre
Cinque Terre er et område i den østligste del af den italienske region Ligurien. Det er et ca. 12 kilometer langt område langs med kysten, hvor der ligger fem små landsbyer. 

## Landsbyerne
Landsbyerne langs kysten:
- Monterosso al Mare
- Vernazza
- Corniglia
- Manarola
- Riomaggiore

Landsbyerne har tilsammen ca. 7.000 indbyggere.

## Naturpark
Området blev i 1999 oprettet som Nationalpark Cinque Terre, og blev sammen med Portovenere og øerne Palmaria, Tino og Tinetto i 1997 optaget på UNESCOs verdensarvsliste. Optagelsen skyldes områdets enestående kulturelle og landskabelige værdi, der viser en harmonisk interaktion mellem mennesker og natur i skabelsen af et landskab af exceptionel kvalitet.

## Områdets karakteristika
Området er præget af stejle kyster, der mange steder stiger næsten lodret fra havet, og de små byer ligger stejlt op ad klippeskråningerne. En vandresti forbinder de fem byer, men der er ikke nogen direkte vejforbindelse mellem dem. Der er derimod en jernbane, der det meste vejen kører gennem tunneller for at dukke op ved de små stationer.

## Turisme og landbrug
I sommerperioden er der en del turisme i området, hvor indbyggertallet kan tidobles; men trods de meget stejle kyster er der også landbrug i området, hvor der dyrkes vin, oliven og citroner.